# Caso Nicaragua contra Estados Unidos
El caso Actividades militares y paramilitares en Nicaragua y contra Nicaragua contra los Estados Unidos de América, más conocido como el caso Nicaragua contra Estados Unidos, fue una demanda llevada ante la Corte Internacional de Justicia por el Gobierno nicaragüense el 9 de abril de 1984, donde acusó a los Estados Unidos de realizar políticas administrativas donde se violaban las normas y principios más fundamentales del derecho internacional al apoyar directa o indirectamente en sus operaciones militares y paramilitares a las fuerzas contrarrevolucionarias—los contras— en su guerra contra dicho Gobierno, la violación de su espacio aéreo por aeronaves militares, la intervención en sus asuntos internos adoptando medidas de carácter económico que indirectamente afectaban al país (ayuda económica suspendida y terminada en 1981, oposición ante organismos financieros internacionales para la otorgación de préstamos, reducción de la importación de azúcar un 90% en 1983 y finalmente un embargo comercial total en mayo de 1985) y por minar los puertos o aguas del país mediando personal militar de los Estados Unidos o por nacionales de países latinoamericanos a sueldo de este.
La Corte el 26 de noviembre de 1984 por 15 votos contra 1, falla indicando que posee competencia para conocer el caso y por unanimidad, que la solicitud presentada por Nicaragua contra los Estados Unidos de América era admisible. Finalmente el 27 de junio de 1986 la Corte fallo respecto al fondo del asunto y dictaminó en favor de Nicaragua donde se desarrollaron por primera vez los principios de no intervención y no uso de la fuerza y del respeto a la soberanía, pero Estados Unidos se negó a respetar la decisión de la Corte, argumentando que esta no tenía jurisdicción sobre el caso. Después de la decisión de la Corte, el Gobierno de los Estados Unidos, en un comunicado oficial de la Corte en 1988, siguió insistiendo en su postura de no reconocer la jurisdicción de la Corte. El caso fue descontinuado el 26 de septiembre de 1991 a petición Violeta Barrios de Chamorro Presidente (1990 a 1997) de Nicaragua.

## Antecedentes directos
Como se menciona en la sentencia del caso de la Corte Internacional de Justicia del 27 de junio de 1986, el caso gira en torno al derrocamiento del gobierno del presidente Anastasio Somoza Debayle en 1979 y el posterior establecimiento de la Junta del Gobierno de Reconstrucción Nacional, conformado por las fuerzas opositoras del régimen ulterior el Frente Sandinista de Liberación Nacional (FSLN). A pesar de su intención de conformar una «coalición democrática» con simpatizantes del gobierno anterior, se surgieron renuncias por parte de la oposición política, dejando al nuevo gobierno en manos únicas del FSLN.
Durante los primeros dos años de la Junta, el Gobierno de Estados Unidos ofreció un programa de apoyo económico hacia el Gobierno de Nicaragua. No obstante, en 1981 Estados Unidos retiró el apoyo económico en abril, sin romper relaciones diplomáticas con Nicaragua, por motivos de apoyo logístico de armas hacia grupos guerrilleros en El Salvador de parte del gobierno de la Junta. En septiembre de 1981 se llevaron a cabo planes de actividades dirigidas contra Nicaragua.

Estados Unidos apoyó directa e indirectamente a los «Contras» (oposición armada de los «Sandinistas» compuesta de varios grupos derechistas, en especial la Fuerza Democrática Nicaragüense (FDN) y la Alianza Revolucionaria Democrática (ARDE)) mediante la Ley de Conciliación Presupuestaria Ómnibus de 1983, publicada en 8 de diciembre de 1983, en donde el Congreso de Estados Unidos acordaron asignar fondos hacia las agencias de inteligencia del país para, explícitamente, «apoyar "directa o indirectamente, operaciones militares y paramilitares en Nicaragua"». La descripción de la ley menciona lo siguiente: 
En el curso del ejercicio fiscal de 1984, la Agencia Central de Inteligencia [CIA], el Departamento de Defensa de Estados Unidos o cualquier otro organismo o entidad de los Estados Unidos involucrados en actividades de inteligencia no podrán comprometer o erogar más allá de 24 millones de dólares en total sobre los créditos que les han sido abiertos a fin, o a efecto, de sostener directa o indirectamente operaciones militares o paramilitares emprendidas en Nicaragua por una nación, un grupo, una organización, un movimiento o individuo cualquiera.
Algunas de las actividades efectuadas por los «Contras» y, parcialmente, por el Gobierno de Estados Unidos mediante la CIA y por terceros en los planes incluyen, desde 1983, ataques y destrucciones de instalaciones en Puerto Sandino (el aeropuerto internacional, el oleoducto de la ciudad el 13 de septiembre y 14 de octubre de 1984, ataques en helicópteros estadounidenses en manos de los «contra» y otros incidentes más), Benjamín Zeledón (varios depósitos de petróleo), Corinto (el puerto y otras instalaciones), Potosí (la base naval de la ciudad), El Bluff (el puerto, cerca de Bluefields), San Juan del Norte (el puerto y ataques en helicópteros estadounidenses en manos de los «contra») y San Juan del Sur (el puerto), al igual que la instalación de minas en las ciudades y alrededores de Puerto Sandino, Corinto y El Bluff y constantes sobrevuelos de aviones militares estadounidenses por todo el país centroamericano con propósitos de recogida de información, suministro a los «Contras» e intimación a civiles nicaragüenses (mediante explosiones sónicas).
En consecuencia, se generaron los siguientes efectos: en materia económica, en paralelo con el retiro de apoyo económico del Gobierno de Estados Unidos hacia el Gobierno de Nicaragua en 1981, se redujo significativamente la cuota de importación de azúcar desde Nicaragua hacia Estados Unidos de un 90 al 100 por ciento y se impuso un embargo comercial general de parte de este último el 1 de mayo de 1985, al igual que hubo bloqueos de préstamos hacia Nicaragua mediante influencia de Estados Unidos en el Banco Interamericano de Desarrollo y el Banco Internacional de Reconstrucción y Fomento (uno de los grupos conformantes del Banco Mundial); y en materia jurídica, se violaron el artículo 2, párrafo 4 de la Carta de las Naciones Unidas relativo a la prohibición de la amenaza y uso de la fuerza, el principio de no intervención interna y de la no violación de la soberanía nacional de los miembros conformantes de la Carta de la Organización de los Estados Americanos, y otros principios del derecho consuetudinario internacional y del sistema interamericano, así como el fin, el objeto y otras provisiones del Tratado de Amistad, Comercio y Navegación entre los Estados Unidos y Nicaragua de 1956.
Ante los hechos ilícitos cometidos en y contra Nicaragua, el 9 de abril de 1984 se entregó a la Corte Internacional de Justicia en La Haya, de parte del Embajador de Nicaragua en Países Bajos, una solicitud formal de acusación contra Estados Unidos, invocando el artículo 36, párrafo 3 del Estatuto de la Corte Internacional de Justicia.

## Demanda presentada por Nicaragua
El 9 de abril de 1984, el Gobierno de Nicaragua solicitó abrir proceso judicial contra Estados Unidos por actividades violatorias del derecho internacional en su contra, se dictaron medidas provisionales de protección, específicamente, que la Corte ordenara el cese inmediato de todo apoyo de Estados Unidos a los contras. La petición fundamental de Nicaragua fue que la Corte declarase ilegales todas las actividades encubiertas patrocinadas por el gobierno de los Estados Unidos para contribuir al derrocamiento del gobierno nicaragüense.
En la sentencia dictada por la Corte Internacional de Justicia se destacan el ataque perpetrado por unos 6000 contras en territorio nicaragüense en marzo de 1984, el minado de los principales puertos de Nicaragua con el objetivo de aislar económicamente al país y donde resultaron dañados buques de propiedad holandesa, panameña, soviética, japonesa y británica. Esto además del abierto esfuerzo de la administración Reagan para obtener 21 millones de dólares para apoyar las actividades de los contras proveyendo armas, munición, ayuda económica, suministros y otras formas de ayuda. El gobierno de los Estados Unidos ingresó al territorio marítimo y al espacio aéreo sin permisos por parte del Estado de Nicaragua. El gobierno de los Estados Unidos realizó varios efectos directos para intimidar y obligar al gobierno de Nicaragua como el uso y la amenaza del uso de la fuerza, infringir la libertad del mar y el comercio marítimo pacífico, intervención en asuntos internos en Nicaragua y ayudar a naciones, grupos delictivos, organizaciones o cualquier movimiento que quisiera enfrentarse militarmente al Estado de Nicaragua causando asesinatos, lesiones y secuestros a los ciudadanos nicaragüenses.
Las alegaciones de los sandinistas fueron que todas estas actividades violaban el derecho internacional y las cartas de la ONU y la OEA, en particular los principios de: I) no recurrir a la fuerza o a la amenaza de la fuerza en las relaciones con otros Estados, II) no violar la soberanía, la integridad territorial o la independencia política de cualquier otro Estado, y III) no violar la libertad de los mares o impedir el comercio marítimo pacífico.

## Respuesta del Gobierno de Estados Unidos
El Gobierno de Estados Unidos rehusó participar en la fase de evaluación de los méritos del caso, sin embargo la Corte decidió que la negativa de ese Gobierno no le impedía fallar en el caso, pero debía hacerlo respetando el artículo 53 del Estatuto donde se prevé la situación de que una de las partes no comparezca. Por el principio básico de igualdad entre las partes, la Corte debía asegurar que Estados Unidos no se beneficiara con su incomparecencia. La Corte también rechazó la defensa del Gobierno estadounidense, argumentando que sus acciones constituían defensa legítima colectiva.
El gobierno estadounidense argumentaba que dentro de su demanda, el Estado de Nicaragua depende en la Carta de las Naciones Unidas y la Carta de la Organización de los Estados Americanos, ambas son tratados multilaterales con más de un parte que han firmado y rectificado el mismo. Por ende Estados Unidos aludía a que en caso de una violación de cualquier disposición de estos tratados multilaterales, sería esencial que los miembros del tratado sean partes en el caso también. Esta postura fue empleada por el gobierno de defensa alegando que debido a que no se estaban presentes todos los miembros que rectifican la Carta como partes, la Corte carecía de jurisdicción en el caso presente.
De igual manera, el gobierno estadounidense astutamente argumentó que las leyes hechas vigentes por el mismo acuerdo del demandante, i.e la Carta de las Naciones Unidas y la de la Organización de los Estados Americanos contienen ciertas disposiciones de las cuales el Estado Americano mantenía reservas. Una reserva en un tratado significa que un Estado no cree poseer la capacidad de acatar ciertas obligaciones, este puede mantener estas reservas a las que no se considera candidato para someterse hasta que esté listo. De igual manera, en este caso Estados Unidos mantenía estas reservas a las disposiciones que fueron invocadas por el gobierno de Nicaragua, y por ende la Corte Internacional de Justicia era incompetente para ejecutar algún juicio.
La administración del presidente Ronald Reagan alegaba que la Corte simplemente no estaba equipada para líder con este caso y su naturaleza que incluye hechos complejos e información de inteligencia. Charles E. Redman un portavoz del Departamento del Estado dijo «Consideramos que nuestras políticas en Centro América son completamente consistentes con la ley internacional», de igual manera el representante declaró que parecía como si la Corte hubiera basado su opinión en «la versión incompleta e inexacta (de los hechos) presentada por Nicaragua». Los Estados Unidos no presentaron ninguna evidencia o argumentos ante la corte después de que decidieron desconocer su jurisdicción.
El Gobierno de Estados Unidos arguyó que la Corte no tenía jurisdicción. La embajadora estadounidense ante las Naciones Unidas, Jeane Kirkpatrick, desdeñó a la Corte como un «cuerpo medio legal, medio jurídico y medio político que las naciones a veces aceptan y a veces no».
La Corte cuestionó tales alegaciones, aunque entre los jueces mismos una parte significativa del debate se centró en la jurisdicción y los poderes de la Corte. El 3 de noviembre de 1986 la Asamblea General de las Naciones Unidas aprobó una resolución para presionar al Gobierno de Estados Unidos a pagar la multa. Únicamente El Salvador e Israel, cuyos gobiernos son fuertes aliados de los Estados Unidos, votaron en contra de esta resolución.
En la actualidad (2023), Estados Unidos sigue sin reconocer la sentencia impuesta por la Corte Internacional de Justicia.

## La sentencia
El 27 de junio de 1986 la Corte, mediante la Sala compuesta por el presidente Nagendra Singh, el vicepresidente de la Charrière, los magistrados Lachs, Ruda, Elias, Oda, Ago, Sette-Camara, Schwebel, Sir Robert Jennings, Mbaye, Bedjaoui, Ni y Evensen, y el magistrado ad hoc Colliard, falló en 291 numerales y 16 puntos resolutivos (analizando cada uno de los argumentos presentados por las partes) que:
1. Al declarar en la controversia incoada ante la Corte, mediante la solicitud presentada por la República de Nicaragua, el 9 de abril de 1984, se requiere que la Corte aplique la Reserva del Tratado Multilateral contenida en el acápite c) párrafo 2 del artículo 36 en la Declaración de Aceptación de la jurisdicción por el Gobierno de los Estados Unidos de América, depositada el día 26 de agosto de 1946.
2. Rechaza la justificación de autodefensa colectiva sostenida por los Estados Unidos de América en relación con las actividades militares y paramilitares contra Nicaragua.
3. Los Estados Unidos de América, al entrenar, armar, equipar, financiar y abastecer a las fuerzas de la contra o de otra manera alentar, apoyar y ayudar en la ejecución de actividades militares y paramilitares en y contra Nicaragua, ha actuado, contra la República de Nicaragua, en violación de su obligación según el derecho internacional consuetudinario de no intervenir en los asuntos de otro Estado.
4. Los Estados Unidos de América, mediante ciertos ataques contra territorio nicaragüense en 1983-1984, específicamente los ataques contra Puerto Sandino el 13 de septiembre y el 14 de octubre de 1983, el ataque contra Corinto el día 10 de octubre de 1983, el ataque contra la base naval de Potosí los días 4 y 5 de enero de 1984, el ataque a San Juan del Sur el 7 de marzo de 1984; ataques contra lanchas patrulleras en Puerto Sandino los días 28 y 30 de marzo de 1984 y el ataque contra San Juan del Norte el 9 de abril de 1984; además de los actos de intervención a los que se refiere el párrafo n.º 3 que incluye el uso de la fuerza, ha actuado, contra la República de Nicaragua, en violación de su obligación según el derecho internacional consuetudinario de no usar la fuerza contra otro Estado.
5. Los Estados Unidos de América, al dirigir o autorizar sobrevuelos del territorio nicaragüense y al cometer actos imputables a los Estados Unidos a los que se refiere el párrafo n.º 4, ha actuado, contra la República de Nicaragua, en violación de su obligación según el derecho internacional consuetudinario de no violar la soberanía de otro Estado.
6. Al colocar minas en las aguas internas o territoriales de la República de Nicaragua durante los primeros meses del año 1984, los Estados Unidos de América han actuado, contra la República de Nicaragua, en violación de sus obligaciones según el derecho internacional consuetudinario de no usar la fuerza contra otro Estado, de no intervenir en sus asuntos, de no violar su soberanía y de no interrumpir el comercio marítimo pacífico.
7. Por los actos a que se refiere el párrafo n.º 6, los Estados Unidos de América han actuado, contra la República de Nicaragua, en violación de sus obligaciones de acuerdo con el artículo XIX del Tratado de Amistad, Comercio y Navegación entre los Estados Unidos de América y la República de Nicaragua, suscrito en Managua el día 21 de enero de 1956.
8. Los Estados Unidos de América, al no dar a conocer la existencia y el lugar de las minas por ellos colocadas a que se refiere el párrafo n.º 6, ha actuado en violación de sus obligaciones de acuerdo con el derecho internacional consuetudinario a este respecto.
9. Los Estados Unidos de América, al elaborar en 1983 un manual titulado Operaciones psicológicas en guerra de guerrillas y difundir el mismo entre las fuerzas de la contra, han alentado la ejecución por ellos de actos contrarios a los principios generales del derecho humanitario, pero no encuentra base para concluir que cualquiera de tales actos que puedan haber sido cometidos son imputables a los Estados Unidos de América como actos de los Estados Unidos de América.
10. Los Estados Unidos de América, por los ataques contra territorio nicaragüense referidos en el párrafo n.º 4, y por declarar un embargo general sobre el comercio con Nicaragua el 1 de mayo de 1985, ha cometido actos calculados para privar de su objeto y propósito el Tratado de amistad, comercio y navegación entre las partes, suscrito en Managua el 21 de enero de 1956.
11. Los Estados Unidos de América, por los ataques contra territorio nicaragüense referidos en el párrafo n.º 4, y por declarar un embargo general sobre el comercio con Nicaragua el 1 de mayo de 1985, ha actuado en violación de sus obligaciones de acuerdo con el artículo XIX del Tratado de amistad, comercio y navegación entre las partes, suscrito en Managua el 21 de enero de 1956.
12. Los Estados Unidos de América están en la obligación inmediata de cesar y de abstenerse de todos aquellos actos que puedan constituir violaciones a las obligaciones jurídicas indicadas.
13. Los Estados Unidos de América están en la obligación indemnizar a la República de Nicaragua por todos los daños causados a Nicaragua por las violaciones de las obligaciones de conformidad con el Derecho Internacional consuetudinario anteriormente indicadas.
14. Los Estados Unidos de América están en la obligación de indemnizar a la República de Nicaragua por todos los daños causados a Nicaragua al violar el Tratado de amistad, comercio y navegación entre las partes, suscrito en Managua el 21 de enero de 1956.
15. La forma y monto de tales indemnizaciones, de no llegarse a ningún acuerdo entre las partes, será resuelto por la Corte, y reserva para este propósito el procedimiento subsiguiente en el asunto.
16. Recuerda a las dos partes su obligación de buscar una solución a sus controversias por medios pacíficos de conformidad con el derecho internacional.

## Clarificación legal
La sentencia aclaró en diversas formas asuntos relacionados con la prohibición del uso de la fuerza y el derecho a la autodefensa (artículos 2(4) y 51 de la Carta de las Naciones Unidas, ambos considerados derecho internacional consuetudinario). Armar y entrenar a la contra fueron considerados en violación a los principios de no intervención y prohibición del uso de la fuerza, del mismo modo que colocar minas en las aguas territoriales de Nicaragua.
Las relaciones de Nicaragua con la oposición armada en El Salvador, aunque podría ser considerado una violación con el principio de no intervención y la prohibición del uso de la fuerza, no constituía «un ataque armado» como lo expresa el artículo 51 justificando el derecho a la defensa propia.
La Corte también consideró el argumento de los Estados Unidos de estar actuando en autodefensa colectiva de El Salvador, y encontró que las condiciones para ello no fueron alcanzadas, ya que El Salvador nunca solicitó la asistencia de los Estados Unidos con motivo de autodefensa.

### El voto de los jueces
Voto de los Jueces - Nicaragua v. Estados Unidos
|                                          | Parágrafo Completo Archivado el 22 de enero de 2009 en Wayback Machine. | Parágrafo Completo Archivado el 22 de enero de 2009 en Wayback Machine. | Parágrafo Completo Archivado el 22 de enero de 2009 en Wayback Machine. | Parágrafo Completo Archivado el 22 de enero de 2009 en Wayback Machine. | Parágrafo Completo Archivado el 22 de enero de 2009 en Wayback Machine. | Parágrafo Completo Archivado el 22 de enero de 2009 en Wayback Machine. | Parágrafo Completo Archivado el 22 de enero de 2009 en Wayback Machine. | Parágrafo Completo Archivado el 22 de enero de 2009 en Wayback Machine. | Parágrafo Completo Archivado el 22 de enero de 2009 en Wayback Machine. | Parágrafo Completo Archivado el 22 de enero de 2009 en Wayback Machine. | Parágrafo Completo Archivado el 22 de enero de 2009 en Wayback Machine. | Parágrafo Completo Archivado el 22 de enero de 2009 en Wayback Machine. | Parágrafo Completo Archivado el 22 de enero de 2009 en Wayback Machine. | Parágrafo Completo Archivado el 22 de enero de 2009 en Wayback Machine. | Parágrafo Completo Archivado el 22 de enero de 2009 en Wayback Machine. | Parágrafo Completo Archivado el 22 de enero de 2009 en Wayback Machine. | Parágrafo Completo Archivado el 22 de enero de 2009 en Wayback Machine. |
| Juez                                     | 1                                                                       | 2                                                                       | 3                                                                       | 4                                                                       | 5                                                                       | 6                                                                       | 7                                                                       | 8                                                                       | 9                                                                       | 11                                                                      | 11                                                                      | 12                                                                      | 13                                                                      | 14                                                                      | 15                                                                      | 16                                                                      |                                                                         |
| ---------------------------------------- | ----------------------------------------------------------------------- | ----------------------------------------------------------------------- | ----------------------------------------------------------------------- | ----------------------------------------------------------------------- | ----------------------------------------------------------------------- | ----------------------------------------------------------------------- | ----------------------------------------------------------------------- | ----------------------------------------------------------------------- | ----------------------------------------------------------------------- | ----------------------------------------------------------------------- | ----------------------------------------------------------------------- | ----------------------------------------------------------------------- | ----------------------------------------------------------------------- | ----------------------------------------------------------------------- | ----------------------------------------------------------------------- | ----------------------------------------------------------------------- | ----------------------------------------------------------------------- |
| Presidente Nagendra Singh (India).       | Sí                                                                      | Sí                                                                      | Sí                                                                      | Sí                                                                      | Sí                                                                      | Sí                                                                      | Sí                                                                      | Sí                                                                      | Sí                                                                      | Sí                                                                      | Sí                                                                      | Sí                                                                      | Sí                                                                      | Sí                                                                      | Sí                                                                      | Sí                                                                      |                                                                         |
| Vicepresidente de Lacharrière (Francia). | Sí                                                                      | Sí                                                                      | Sí                                                                      | Sí                                                                      | Sí                                                                      | Sí                                                                      | Sí                                                                      | Sí                                                                      | Sí                                                                      | Sí                                                                      | Sí                                                                      | Sí                                                                      | Sí                                                                      | Sí                                                                      | Sí                                                                      | Sí                                                                      |                                                                         |
| Juez Ago (Italia).                       | Sí                                                                      | Sí                                                                      | Sí                                                                      | Sí                                                                      | Sí                                                                      | Sí                                                                      | Sí                                                                      | Sí                                                                      | Sí                                                                      | Sí                                                                      | Sí                                                                      | Sí                                                                      | Sí                                                                      | Sí                                                                      | Sí                                                                      | Sí                                                                      |                                                                         |
| Juez Bedjaoui (Argelia).                 | Sí                                                                      | Sí                                                                      | Sí                                                                      | Sí                                                                      | Sí                                                                      | Sí                                                                      | Sí                                                                      | Sí                                                                      | Sí                                                                      | Sí                                                                      | Sí                                                                      | Sí                                                                      | Sí                                                                      | Sí                                                                      | Sí                                                                      | Sí                                                                      |                                                                         |
| Juez Elias (Nigeria).                    | No                                                                      | Sí                                                                      | Sí                                                                      | Sí                                                                      | Sí                                                                      | Sí                                                                      | Sí                                                                      | Sí                                                                      | Sí                                                                      | Sí                                                                      | Sí                                                                      | Sí                                                                      | Sí                                                                      | Sí                                                                      | Sí                                                                      | Sí                                                                      |                                                                         |
| Juez Lachs (Polonia).                    | Sí                                                                      | Sí                                                                      | Sí                                                                      | Sí                                                                      | Sí                                                                      | Sí                                                                      | Sí                                                                      | Sí                                                                      | Sí                                                                      | Sí                                                                      | Sí                                                                      | Sí                                                                      | Sí                                                                      | Sí                                                                      | Sí                                                                      | Sí                                                                      |                                                                         |
| Juez Mbaye (Senegal).                    | Sí                                                                      | Sí                                                                      | Sí                                                                      | Sí                                                                      | Sí                                                                      | Sí                                                                      | Sí                                                                      | Sí                                                                      | Sí                                                                      | Sí                                                                      | Sí                                                                      | Sí                                                                      | Sí                                                                      | Sí                                                                      | Sí                                                                      | Sí                                                                      |                                                                         |
| Juez Ni (República Popular de China).    | No                                                                      | Sí                                                                      | Sí                                                                      | Sí                                                                      | Sí                                                                      | Sí                                                                      | Sí                                                                      | Sí                                                                      | Sí                                                                      | Sí                                                                      | Sí                                                                      | Sí                                                                      | Sí                                                                      | Sí                                                                      | Sí                                                                      | Sí                                                                      |                                                                         |
| Juez Oda (Japón).                        | Sí                                                                      | No                                                                      | No                                                                      | No                                                                      | No                                                                      | No                                                                      | Sí                                                                      | No                                                                      | No                                                                      | No                                                                      | No                                                                      | No                                                                      | No                                                                      | Sí                                                                      | Sí                                                                      | Sí                                                                      |                                                                         |
| Juez Ruda (Argentina).                   | No                                                                      | Sí                                                                      | Sí                                                                      | Sí                                                                      | Sí                                                                      | Sí                                                                      | Sí                                                                      | Sí                                                                      | Sí                                                                      | Sí                                                                      | Sí                                                                      | Sí                                                                      | Sí                                                                      | Sí                                                                      | Sí                                                                      | Sí                                                                      |                                                                         |
| Juez Schwebel (Estados Unidos).          | Sí                                                                      | No                                                                      | No                                                                      | No                                                                      | No                                                                      | No                                                                      | No                                                                      | Sí                                                                      | Sí                                                                      | No                                                                      | No                                                                      | No                                                                      | No                                                                      | No                                                                      | No                                                                      | Sí                                                                      |                                                                         |
| Juez Sette-Camara (Brasil).              | No                                                                      | Sí                                                                      | Sí                                                                      | Sí                                                                      | Sí                                                                      | Sí                                                                      | Sí                                                                      | Sí                                                                      | Sí                                                                      | Sí                                                                      | Sí                                                                      | Sí                                                                      | Sí                                                                      | Sí                                                                      | Sí                                                                      | Sí                                                                      |                                                                         |
| Juez Sir Robert Jennings (Reino Unido).  | Sí                                                                      | No                                                                      | No                                                                      | No                                                                      | No                                                                      | No                                                                      | Sí                                                                      | Sí                                                                      | Sí                                                                      | No                                                                      | No                                                                      | No                                                                      | No                                                                      | Sí                                                                      | Sí                                                                      | Sí                                                                      |                                                                         |
| Jens Evensen (Noruega)                   | Sí                                                                      | Sí                                                                      | Sí                                                                      | Sí                                                                      | Sí                                                                      | Sí                                                                      | Sí                                                                      | Sí                                                                      | Sí                                                                      | Sí                                                                      | Sí                                                                      | Sí                                                                      | Sí                                                                      | Sí                                                                      | Sí                                                                      | Sí                                                                      |                                                                         |
| Juez ad hoc Colliard (Francia).          | Sí                                                                      | Sí                                                                      | Sí                                                                      | Sí                                                                      | Sí                                                                      | Sí                                                                      | Sí                                                                      | Sí                                                                      | Sí                                                                      | Sí                                                                      | Sí                                                                      | Sí                                                                      | Sí                                                                      | Sí                                                                      | Sí                                                                      | Sí                                                                      |                                                                         |

## Total de daños
En 1989, el costo de los daños económicos causados por la guerra civil en Nicaragua causó las siguientes pérdidas:
- 38.000 víctimas fatales de la guerra contrarrevolucionaria promovida por los Estados Unidos.
- Pérdidas 17.000 millones de dólares, en concepto de destrucción de infraestructura (puentes, torres de transmisión de electricidad, represas, centros de salud, de educación y producción agrícola, etc.) y sus consecuencias económicas.

El fallo de la Corte Internacional de Justicia no alcanzó a determinar la cuantía de la indemnización de que sería acreedora Nicaragua, dejando establecido que si las partes no alcanzaban acuerdos al respecto, la Corte misma determinaría el monto correspondiente.

## Retiro de los cargos
Tras la sentencia de la Corte a favor de Nicaragua, se calculó el monto de daños a indemnizar, llegando a la cantidad de 17 mil millones de dólares aproximadamente. Sin embargo, Estados Unidos decidió no dar cumplimiento al fallo. Nicaragua planteó dicho problema frente a la Asamblea General de la ONU el 28 de octubre de 1986, solicitando al Consejo de Seguridad que hiciera cumplir el fallo dictado por la Corte en su favor. Aunque no fue aprobada porque los Estados Unidos ejercieron el derecho de veto.
Unos años después, en septiembre de 1991, durante el Gobierno de Violeta Barrios de Chamorro, Nicaragua decidió luego de negociar un acuerdo retirar todas sus reclamaciones ante la Corte y perdonar la deuda del Gobierno de los Estados Unidos de América para con el país centroamericano.

### Reapertura del caso
Con la aprobación en el comité de asuntos exteriores de la ley «NICA ACT» el presidente Daniel Ortega (reelecto en noviembre del 2021 con un dudoso respaldo popular equivalente al 75% del voto) a través de su esposa y vicepresidente de Nicaragua comunicó que reabrirían el caso nuevamente. Lo anterior es muy controvertido jurídicamente porque ya se perdonó la deuda por el gobierno de la presidenta Violeta Barrios. El reabrir el caso, significaría para Nicaragua un alto costo por los procesos jurídicos que se requieren para la reapertura del caso en la Corte Internacional de Justicia.